# Zweibrückenstraße 10 (München)

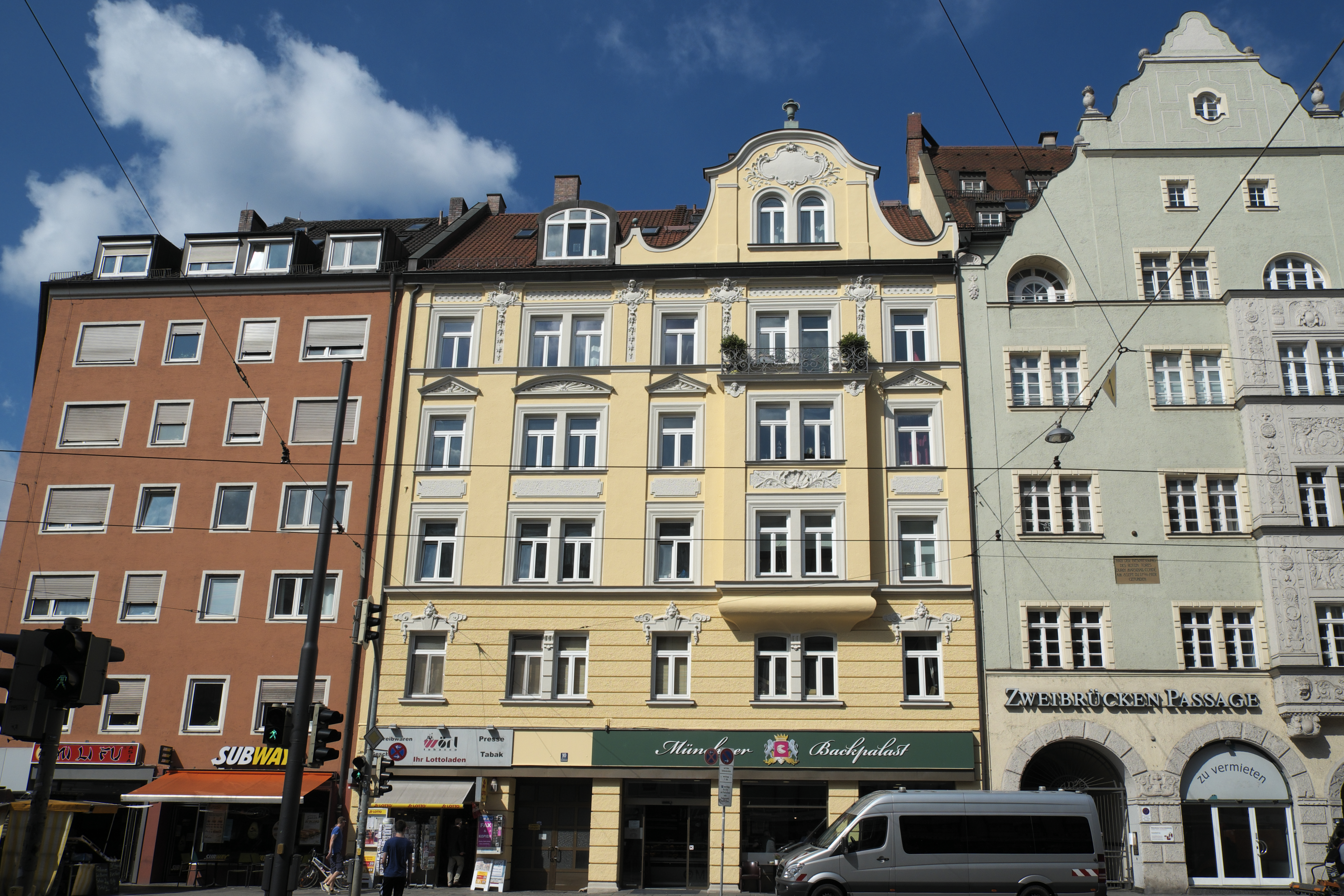
Haus Zweibrückenstraße 10 in München (Mitte)

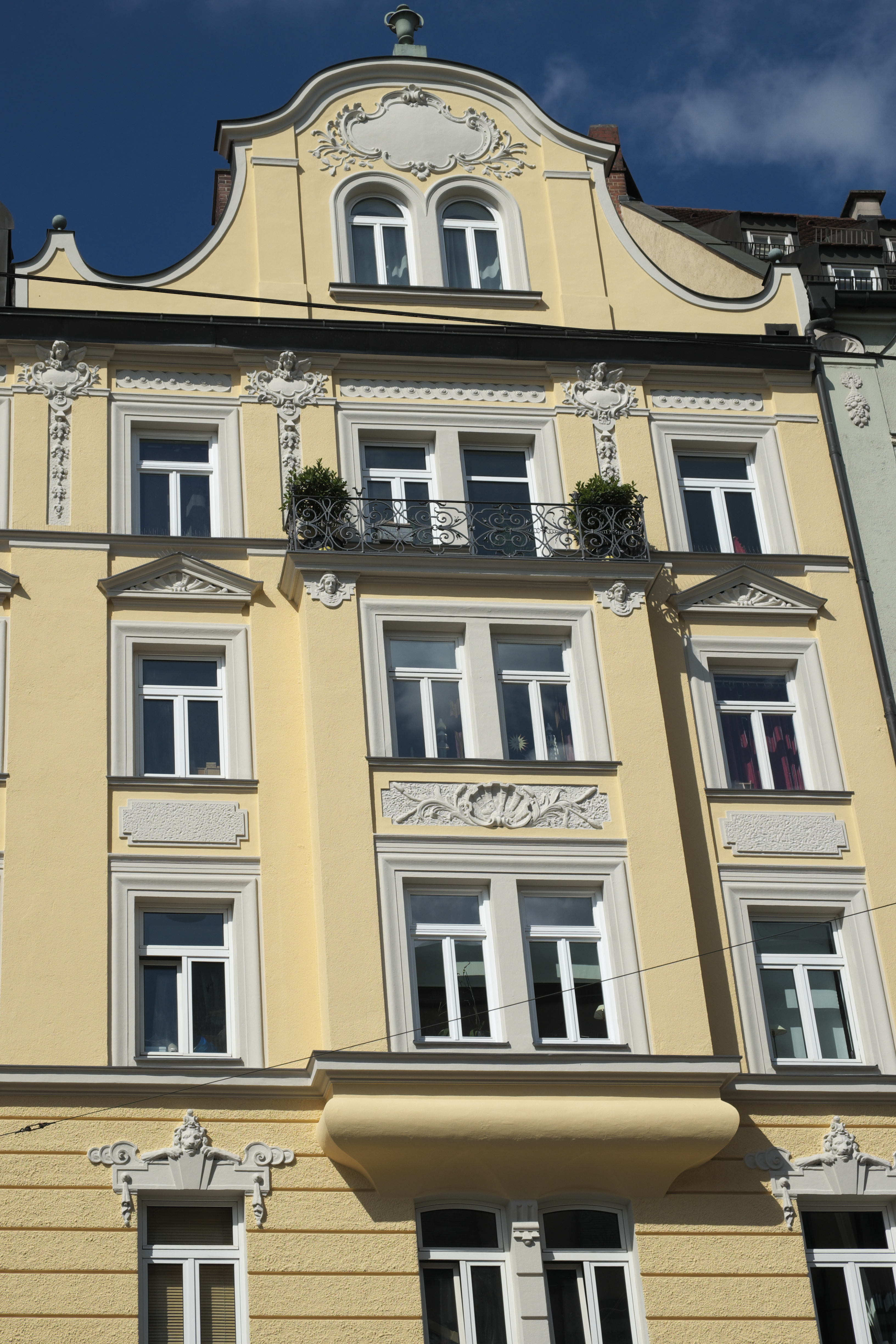
Fassadenschmuck

Das Haus Zweibrückenstraße 10 im Stadtteil Ludwigsvorstadt-Isarvorstadt in München wurde 1892/93 errichtet. Das Wohn- und Geschäftshaus ist ein geschütztes Baudenkmal.
Das Gebäude im Stil des Neubarock wurde von dem Architekten Hugo Dreier für den Rauchwarenhändler Christian Weiß erbaut. Der Erker und das Zwerchhaus geben dem Haus mit zwei Wohnungen pro Stockwerk seinen besonderen Charakter.